# Nissan Trade
 (avril 2023).
Si vous disposez d'ouvrages ou d'articles de référence ou si vous connaissez des sites web de qualité traitant du thème abordé ici, merci de compléter l'article en donnant les références utiles à sa vérifiabilité et en les liant à la section « Notes et références ».
Le Nissan Trade est un véhicule utilitaire léger produite en Espagne de 1987 à 2001 par Nissan Motor Ibérica S.A., la filiale espagnole du groupe japonais Nissan. Elle fut également commercialisée en version châssis cabine destinée aux carrossiers spécialisés, jusqu'en 1998.
Le Nissan Trade a été présenté sur le marché espagnol comme la version actualisée des fourgonnettes Ebro Serie F / Trade, après que le groupe japonais Nissan ait terminé l'acquisition totale du constructeur espagnol Ebro SA. Ces fourgonnettes dont la production débuta en 1976, ont également été commercialisées sous la marque Avia, sous les références Avia 1000, Avia 1250 et Avia 2000.

## Histoire
En 1976, les constructeurs espagnols Ebro et Avia (racheté par Ebro en 1970) présentent une fourgonnette dessinée par Aeronáutica Industrial S.A. (AISA), pour remplacer les anciens modèles Ebro F108 construits sous licence Alfa Romeo. En fait, seul le design extérieur avait évolué, la base du véhicule restait exactement le même. Avia commercialisa ces modèles sous les dénominations Avia 1000, 1250 & 2000, tandis qu'Ebro resta fidèle à ses appellations F260, F275, F350 et plus tard, Trade. Tous ces modèles Ebro et Avia étaient équipés des anciens moteurs Perkins, comme du temps des Fadisa Romeo.
En 1979 Nissan prend une participation dans le groupe espagnol Motor Ibérica, propriétaire des marques Ebro et Avia. En 1987, Nissan rachète la totalité de Motor Iberica et prend de fait le contrôle des marques Ebro et Avia. Les marques espagnoles disparurent remplacées par Nissan qui poursuivra pendant plusieurs années la fabrication des anciennes versions du Trade à peine revu au niveau de la face avant et vendu sous le nom de Nissan Trade.

## Différentes versions
Le Nissan Trade a été commercialisé en plusieurs versions de carrosserie :
- fourgonnette - ces versions étaient soient entièrement tôlées, soit "Combi" minibus avec 9 places soit mixtes «Trade Largo»,
- châssis cabine simple ou double pour servir de base aux carrossiers industriels automobiles.

En raison de son design obsolète et de son manque d'équipements de sécurité (sans coussin gonflable de sécurité ni ABS, même en option), le Nissan Trade n'a quasiment jamais connu de succès commercial hors des frontières espagnoles. Son vieux moteur diesel de 2,0 litres fut remplacé en 1993, par la version de 2,8 litres développant 86 ch de Perkins. Pour tenter de moderniser le véhicule, Nissan lança en 1995, une version équipée d'un moteur turbo diesel de 3,0 litres avec injection directe, intercooler développant 106 ch emprunté au Nissan Patrol. Enfin, en 1997, une version dotée d'un moteur turbo diesel de 2,5 litres à injection directe développant 75 ch a vu le jour.
En 1998, la production de la version châssis-cabine est arrêtée et le modèle remplacé par le camion léger Nissan Cabstar. Les versions fourgonnettes sont toutefois restées en production jusqu'en 2001.

## Moteurs
- Moteur Nissan 2.0 diesel de 60 ch
- Moteur Nissan 2.3 diesel de 70 ch 4 cylindres en ligne
- Moteur Nissan A4.28 - 2.8 L diesel de 70 ch 4 cylindres en ligne
- Moteur Nissan BD30 - 3.0 L diesel de 98 ch 4 cylindres en ligne
- Moteur Nissan BD30T 3.0 de 110 ch avec turbocompresseur et injection directe.

## Production à l'étranger
Le Nissan Trade a été fabriqué sous licence, jusqu'en 2007, en Ouzbékistan par le constructeur national local SamAuto.

## Galerie de véhicules

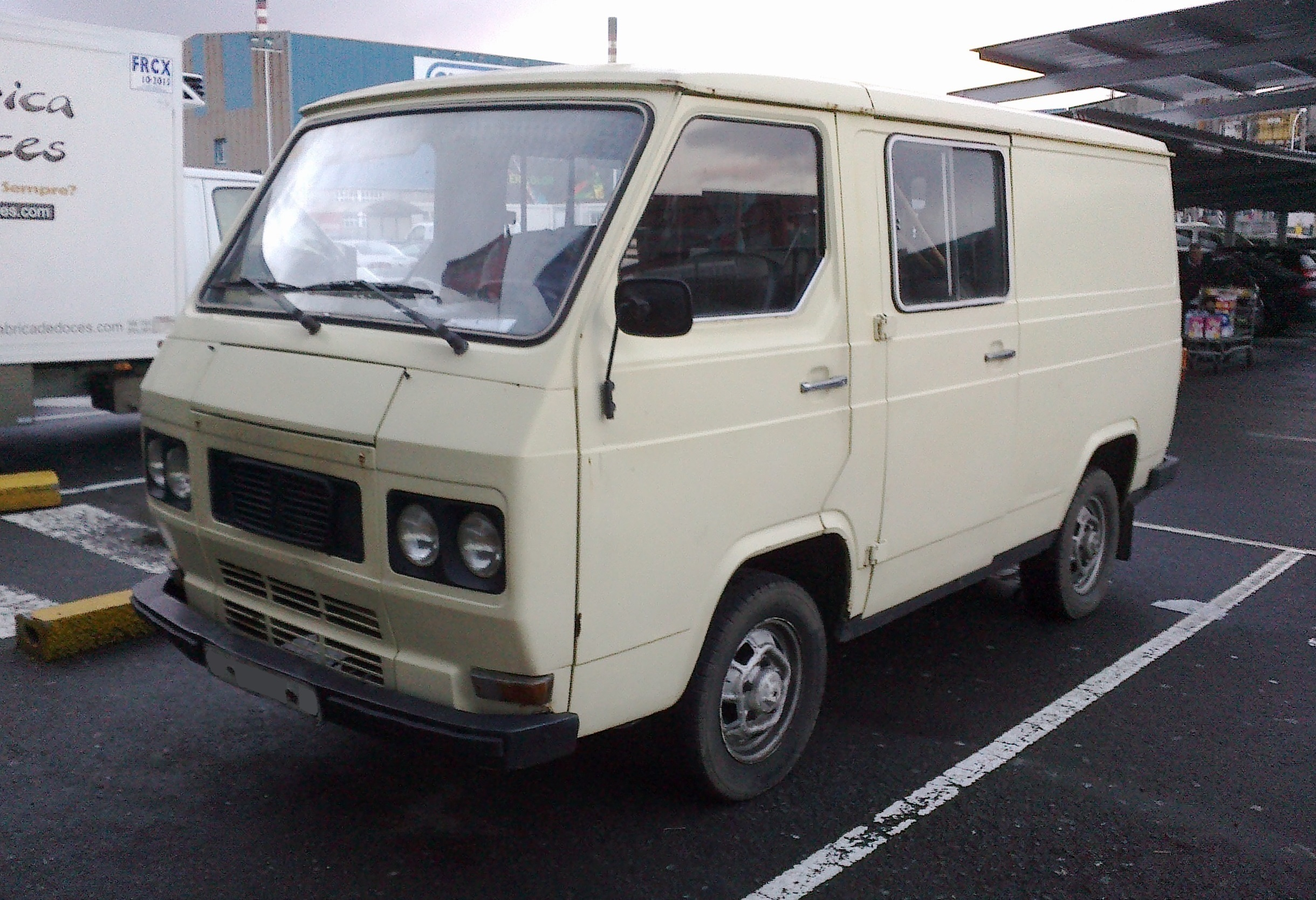
Fourgonnette Avia 1000, 1re  série de 1980
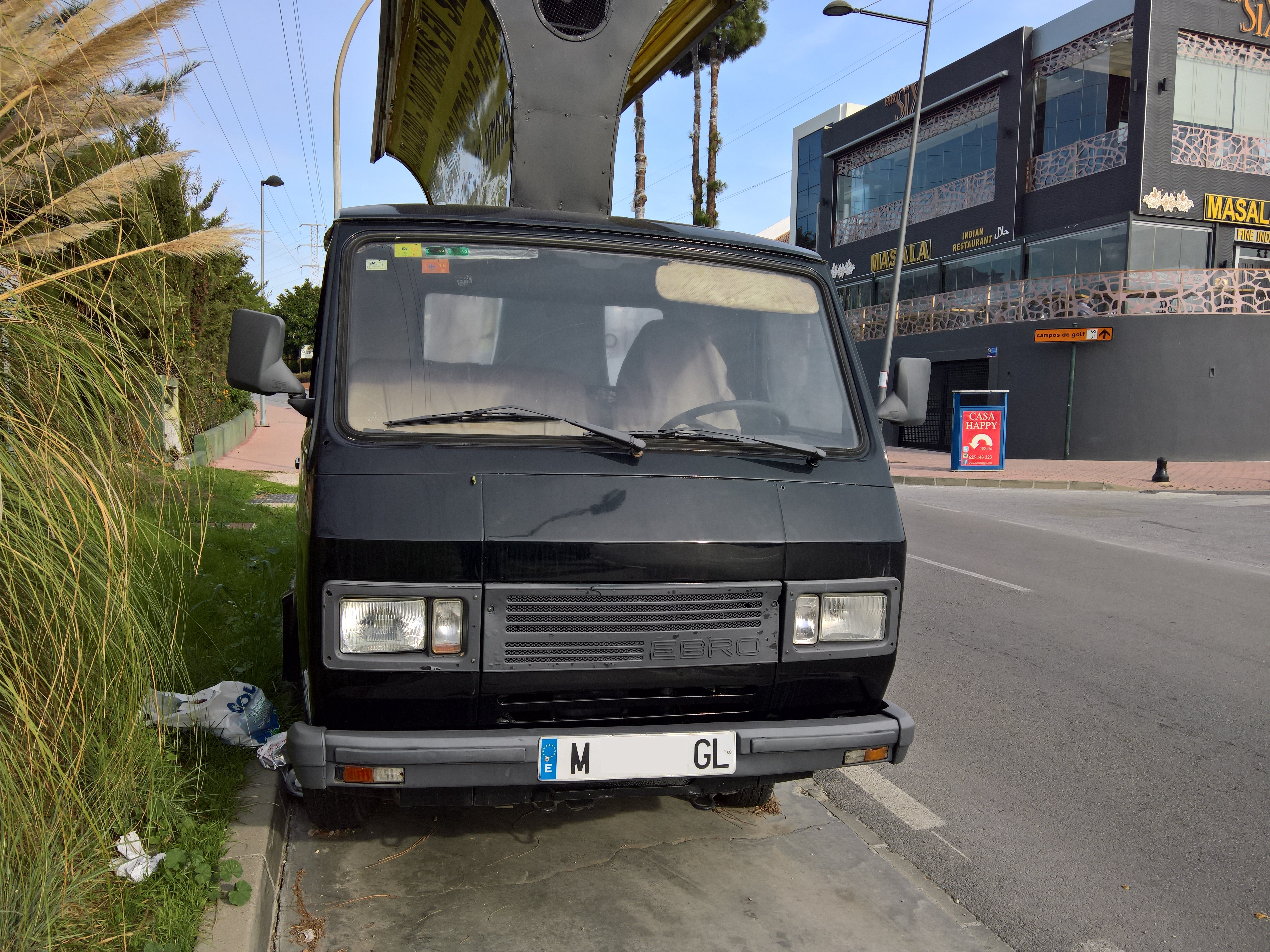
Ebro Série F de 1985
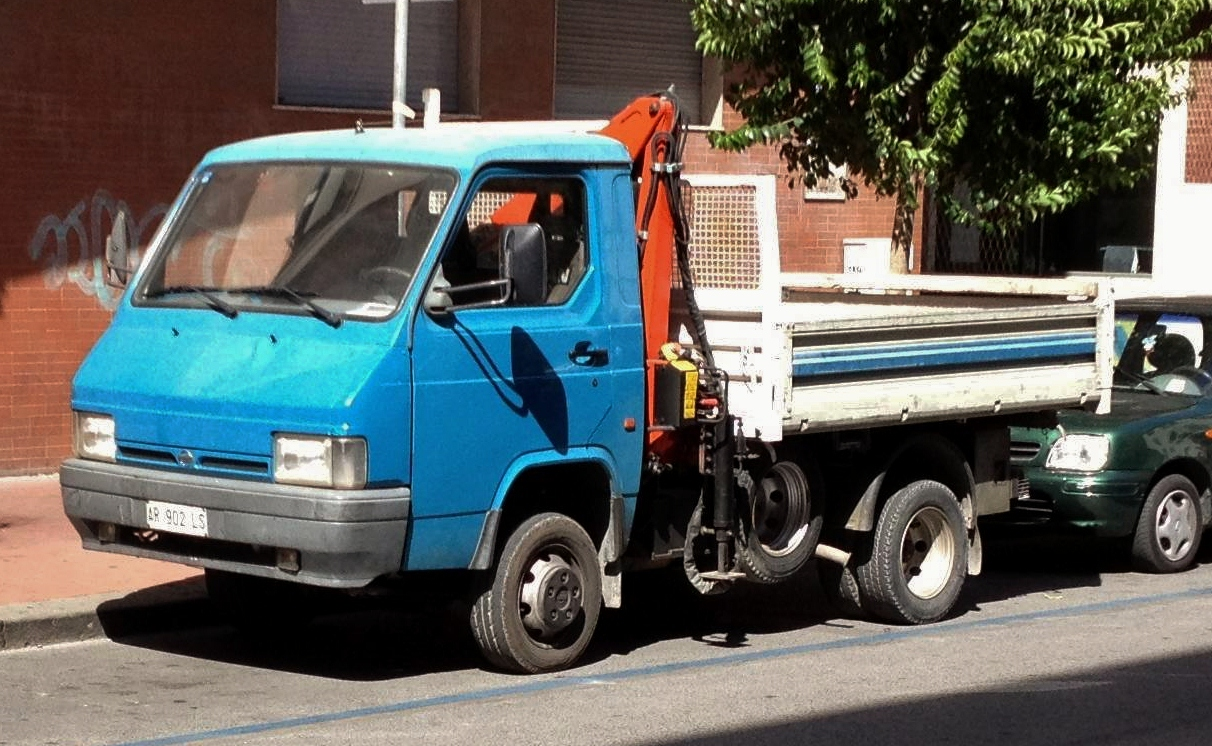
Nissan Trade châssis cabine, avec grue
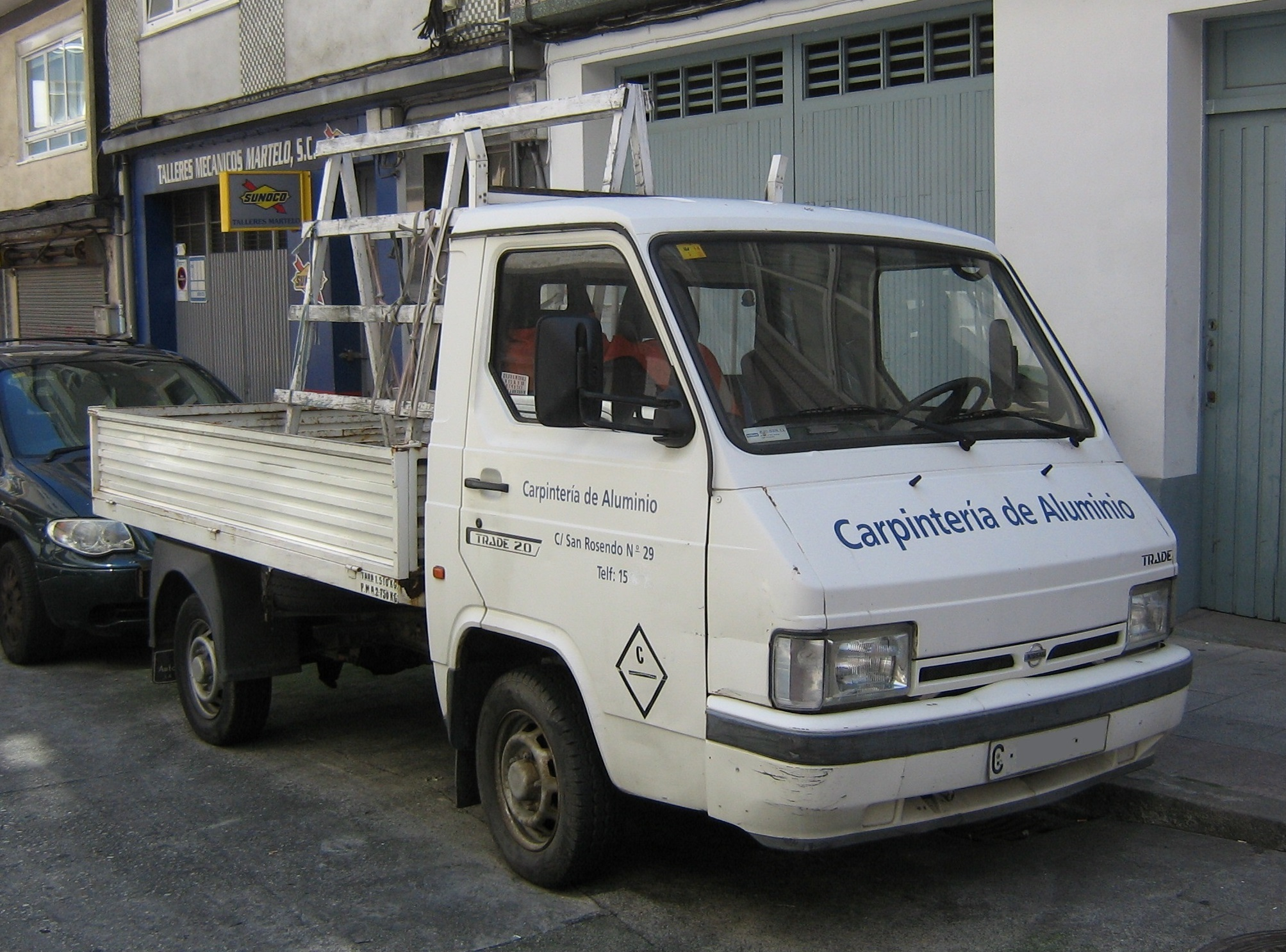
Nissan Trade châssis cabine camionnette.
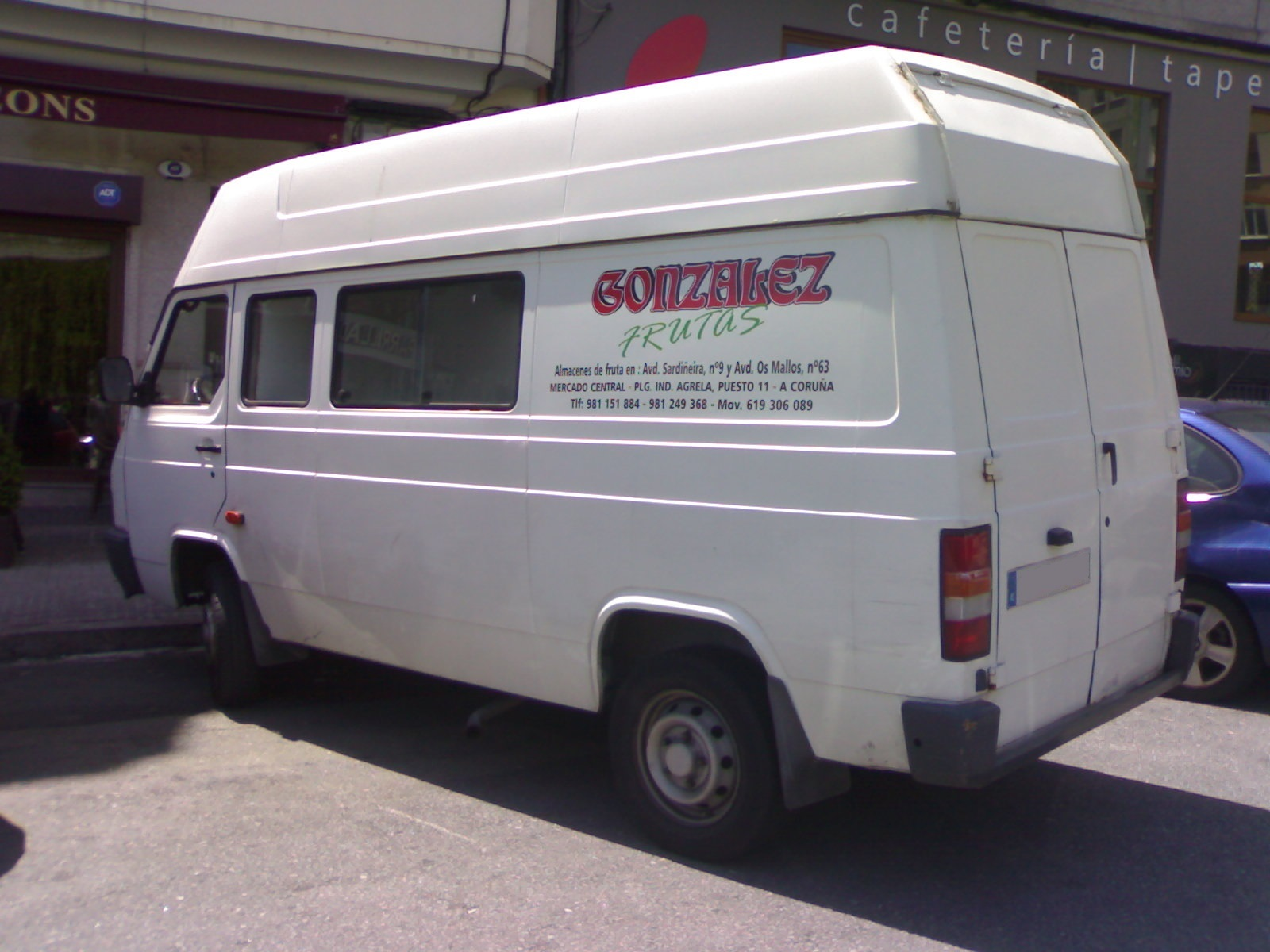
Fourgonnette Nissan Trade Largo
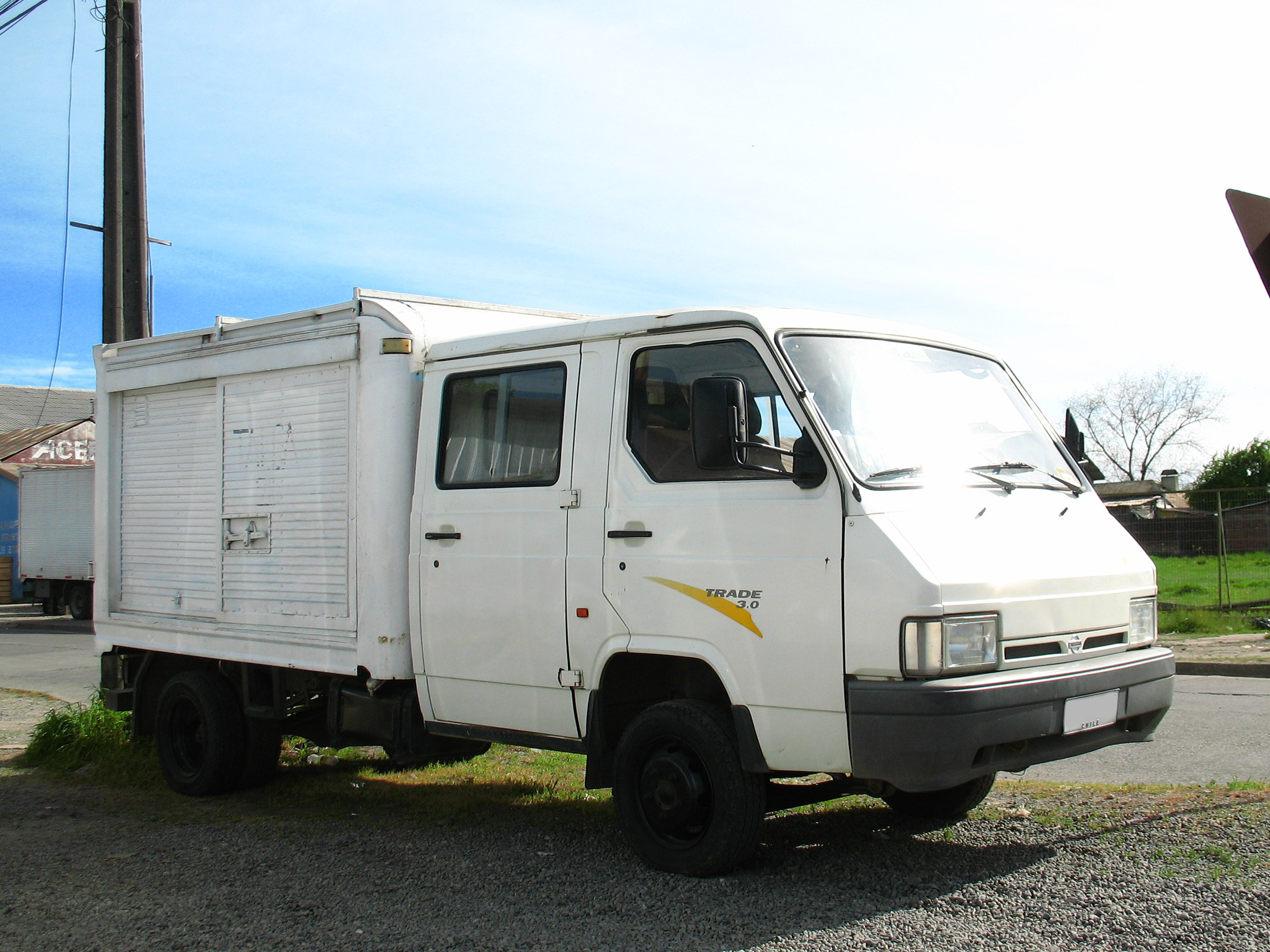
Nissan Trade cabine double.
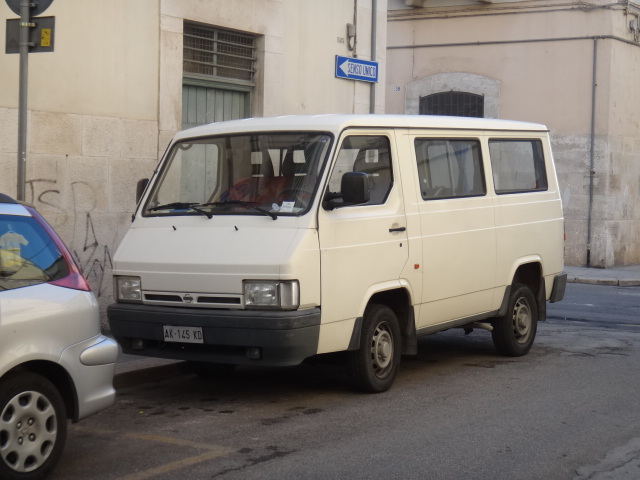
Nissan Trade Combi (version mixte passagers et marchandises).